# Jules Gros (1829-1891)
Pour les articles homonymes, voir Jules Gros et Gros.
Jean Jules Gros, né le 16 mars 1829 à Montluel et mort le 30 juillet 1891 à Vanves, est un journaliste et cryptarque français, membre de la société de géographie, chargé des chroniques géographiques au Petit Journal. Il est connu pour avoir été le président de la Première République de la Guyane indépendante de 1886 à 1887, puis président à vie et enfin roi de la seconde république.

## Biographie
Jules Gros est issu de la bourgeoisie de Montluel. Son père, Benoît Gros est propriétaire, rentier, et maire de Dagneux. Par sa mère, Marie-Barbe Péguet, il est le petit-fils de Jean Péguet (1786-1842), notaire, maire de Montluel et conseiller général de l'Ain, et arrière-petit-fils de Jean-Paul Ségaud, notaire, avocat, procureur fiscal et maire de Montluel.

## Œuvres
- Voyage humoristique à travers le pays de Maiche, Besançon : impr. de Ordinaire fils, 1873, in-16, 149 p.
- Bulletin N° de mai 1875 de la société de géographie fondée en 1821, note rédigée par J. Gros, Paris : rue de Christine, 1875, in-8, 15 p.
- Bulletin N° de mai 1877 de la société de géographie fondée en 1821, note rédigée par J. Gros, Paris : rue de Christine, 1877, in-8, 44 p.
- Bulletin N° de mai 1878 de la société de géographie fondée en 1821, note rédigée par J. Gros, Paris : rue de Christine, 1878, in-8, 44 p.
- Un volcan dans les glaces, aventures d'une expédition scientifique au Pôle Nord, Paris : M. Dreyfous, 1879, in-18.
- Les explorateurs contemporains de l'Europe. Les explorateurs contemporains des régions polaires, depuis René Belot jusqu'à nos jours, Paris : M. Dreyfous, 1881, in-18, 273 p.
- Les voyages et découvertes de Paul Soleillet dans le Sahara et dans le Soudan, d'après les notes de P. Soleillet , Paris : M. Dreyfous, 1881.
- Voyages extraordinaires du docteur Boldus, Paris : administration de la Lanterne, 1881, in-8, 64 p.
- Voyage dans l'Océan Indien : les 773 millions de J.-F. Jollivet, Paris : J. Rouff, 1882, in-18, 422 p.
- Voyages, aventures et captivité de J. Bonnat chez les Achantis, Paris : Plon, 1884, in-18, 278 p.
- Les français en Guyane, Paris : Picard et Kaan, 1887, 222 p.
- Origines de la conquête du Ton-Kin, depuis l'expédition de J. Dupuis jusqu'à la mort de H. Rivière, Paris : Picard et Kaan, 1887, in-8, 252 p.
- Les Robinsons de la montagne, avec la collaboration de W. Reymod, Paris : Picard et Kaan, 1887, in-8, 336 p.
- Le royaume des bêtes, Paris : Picard et Kaan, 1887, in-16, 96 p.
- Nos explorateurs en Afrique, Paris : Picard et Kaan, 1888, in-8, 288 p.
- Les Robinsons de la grève, Paris  Picard et Kaan, 1888, in-8, 375 p.
- L'homme fossile, aventures d'une expédition scientifique dans les mers australes, Paris : Flammarion, 1892, in-16, 256 p. 2e édition à Paris chez Charavay, 1898.
- Les Robinsons suisses, édition revue et mise au courant des progrès de la science, Paris : Picard et Kaan, 1894, in-8, 287 p.
- Aventures de nos explorateurs à travers le monde, Paris : Flammarion, 1896, in-16, 254 p.
- Les derniers Peaux-Rouges, Paris  : Flammarion, 1896, in-16, 249 p.
- Voyages et aventures d'une noce parisienne autour du monde, Paris : J. Rouff, 1885, 2 vol. in-8